# San Luis-terv

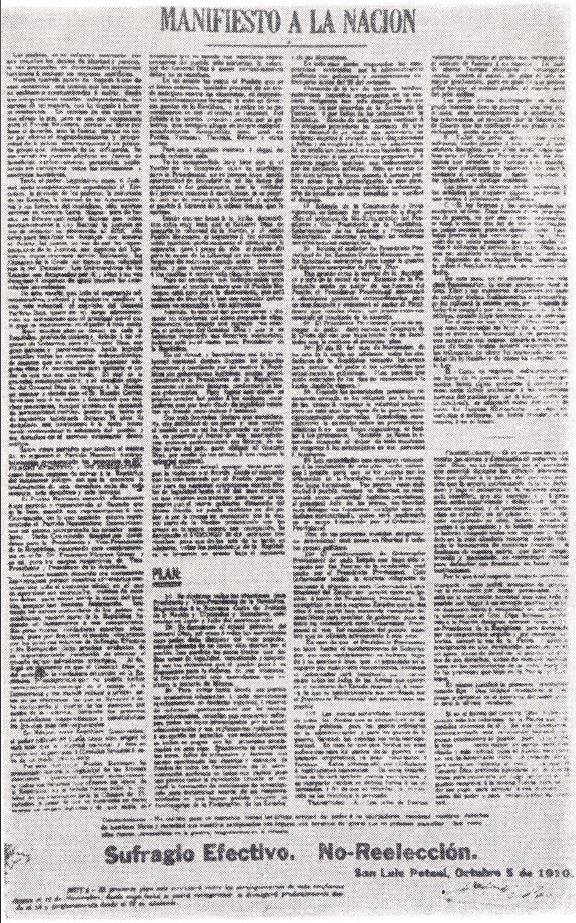
A San Luis-terv

A San Luis-terv (spanyolul: Plan de San Luis) Francisco Ignacio Madero 1910. október 5-i dátummal ellátott (de csak október 25-én elkészült) kiáltványa volt, amelyben fegyveres felkelésre, forradalomra szólította fel Mexikó népét Porfirio Díaz elnök rendszere ellen.

## Előzmények
A 20. század első évtizedében Mexikóban megnőtt azoknak a száma, akik a hosszú ideje hivatalban levő elnök, Porfirio Díaz rendszerét igazságtalannak, diktatórikusnak érezték, ezért egyre több szerveződés kezdődött az elnök újraválasztásának megakadályozására. 1909 májusában létrehozták a Centro Antirreleccionista de México nevű szervezetet, melynek híveit eleinte csak kritikák és a hivatalos sajtó viccelődései érték, hamarosan azonban már a hatóságok üldözni is kezdték őket. Az antireelekcionisták egyik vezető személyiségévé Francisco Ignacio Madero vált, aki elnökjelöltként is indult az 1910-es választásokon, azonban vereséget szenvedett. Még a választás előtt, június 7-én Monterreyben Roque Estradával együtt őt is letartóztatták, majd San Luis Potosí börtönébe zárták.
Amíg ő börtönben volt, pártjában belharcok alakultak ki. Francisco Vázquez Gómez alelnökjelölt vezetésével egyesek egyezkedni próbáltak a kormánnyal, míg mások erre nem voltak hajlandók, amíg társaik börtönben vannak. Madero levelezésben állt a különböző érdekcsoportokkal és érveléseivel próbált rendet teremteni közöttük.
Egyre többekben merült fel egy esetleges fegyveres felkelés szervezésének ötlete. Erre legalkalmasabb időpontnak szeptember közepét találták, amikor a mexikói függetlenségi háború kitörésének századik évfordulója alkalmából országszerte nagyszabású ünnepségek kezdődtek. A szervezkedőket azonban a hatóságok állandóan figyelték, így terveik meghiúsultak. A remény az egyetlen lehetséges békés rendezési lehetőségre, jelesül az, hogy esetleg az országgyűlés érvénytelennek nyilvánította volna a Díaz győzelmével zárult szavazást, szeptember 27-én végleg eloszlott, ekkor ugyanis hivatalosan is beiktatták tisztségébe az újraválasztott elnököt.
Maderónak sikerült megszöknie börtönéből, és október 6-ának hajnalán szerelőnek öltözve az Amerikai Egyesült Államokba szökött, majd San Antonióban találkozott több antireelekcionista társával, többek között a börtönből szintén megszökő Estradával, Aquiles Serdánnal, Juan Sánchez Azconával és Enrique Bordes Mangellel.

## A terv kiadása
Ekkorra a fegyveres felkelés kirobbantása már eldöntött kérdés volt, már „csak” meg kellett szervezni. Ügynököket neveztek ki, akiknek feladata volt, hogy a pártszervezetet átalakítsák lázadó csoportosulásokká, a sajtón keresztül pedig igyekeztek elnyerni az USA szimpátiáját. Madero ennek érdekében egy kiáltványt is intézett az amerikaiakhoz, amelyben kifejtette, hogy ők nem az amerikaiak segítségét kérik, mivel a mexikóiak elég erősek ahhoz, hogy saját magukat tudják kormányozni, mindössze azt a vendégszeretetüket kérik, amit a „szabad népek mindig is megadtak azoknak az embereknek, akik más országokban a szabadságukért küzdenek”.
Ez alatt az idő alatt dolgozta ki Madero a San Luis-tervet, részleteiről pedig október végétől kezdve egyeztetéseket tartott társaival Ernesto Fernández West Macon Street 520. alatt álló házában, nem messze a Hotel Hutchinstól, ahol Madero lakott. A terv pontos szövegének megalkotásában részt vett még Fernández mellett Estrada, Azcona, Mangel és Federico González Garza is. A munkával október 25-én készültek el, de dátumként és helyszínként október 5-ét és San Luis Potosít írták rá, mivel ezen a napon szökött el onnan Madero. Nyomtatásával és terjesztésével Fausto Nietót bízták meg.
A tervben felsorakoztatták érveiket a felkelés mellett, majd kijelentették, hogy nem ismerik el az elnök újraválasztását, sőt, az újraválaszthatóságát sem támogatják, a lehető legrövidebb időn belül új választásokat szeretnének, addig is pedig Maderót nevezik ki ideiglenes elnöknek. Legfontosabb része az volt, amelyben felszólította a népet, 1910. november 20-án (vasárnap) este 6-kor fogjanak fegyvert és harcoljanak a kormány megdöntéséért.
Pueblában néhány nappal a kijelölt időpont előtt Aquiles Serdán és csapata ellen a hatóságok felléptek, Serdánt megölték, 20-án pedig Ciudad Porfirio Díaznál (ma Piedras Negras) Madero átlépte a határt, ám a másnapi újságok arról írtak, az egész országban nyugalom uralkodik. A forradalom azonban nem váratott sokat magára.